# Hans Schrötter von Kristelli

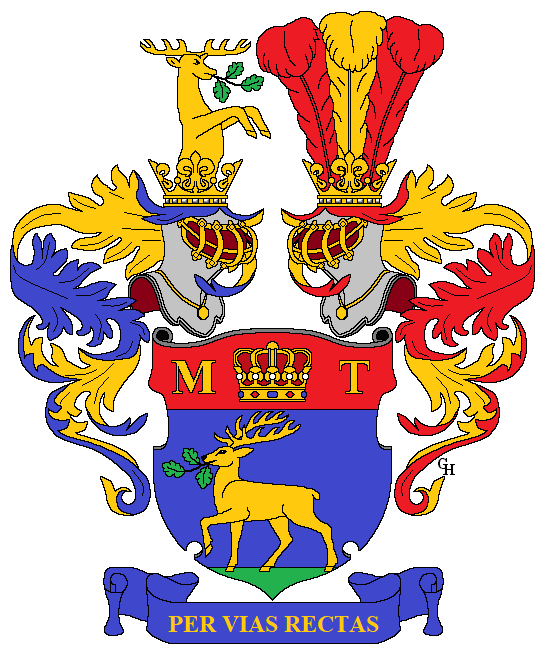
Wappen der Familie Schrötter von Kristelli

Hans Schrötter, Ritter von Kristelli (* 24. März 1891 in München; † 5. Juni 1965 in Graz) war ein österreichischer Maler und Illustrator.
Hans Schrötter studierte vier Jahre an der Grazer Landes-Kunstschule bei seinem Vater Alfred Schrötter von Kristelli, danach an der Württembergischen Akademie der bildenden Künste in Stuttgart und ab 1911/12 als Gasthörer an der Wiener Akademie.
1912 studierte er an der Akademie der Bildenden Künste München bei Professor Angelo Jank. 
Von 1926 bis 1936 wirkte er als Freskomaler und Lehrer in den USA (Chicago, New York), danach lebte er in Graz, wo er mehrfach monumentalen Raumschmuck (Wandmalereien) schuf.